# ひと夏の奇跡〜Waiting for you
『ひと夏の奇跡〜Waiting for you』（ひとなつのきせき ウェイティングフォーユー、原題：다시 만난 세계）は、2017年に韓国のSBSで放送された連続テレビドラマ。出演はアン・ジェヒョン、ヨ・ジング、イ・ヨニ他。
日本では有料の映画専門チャンネル衛星劇場などで放送され、NetflixやAmazon Prime Video内のアジアPremiumチャンネルなどで配信されている。

## 主要登場人物
ソン・ヘソン〈19歳〉
演 - ヨ・ジング
高校3年生19歳のときに死んだが、12年後の現代世界に19歳の姿のまま現れる。
チョン・ジョンウォン〈31歳〉
演 - イ・ヨニ
レストランの調理補助。初恋相手のヘソンを忘れられない。
チャ・ミンジュン
演 - アン・ジェヒョン
ジョンウォンが働いているレストランの経営者でシェフ。